# Diomocoris punctatus
Diomocoris punctatus är en insektsart som beskrevs av Alan C. Eyles 2000. Diomocoris punctatus ingår i släktet Diomocoris och familjen ängsskinnbaggar. Inga underarter finns listade i Catalogue of Life.